# Biandrate
Biandrate (piemontiul: Biandrà) település Olaszországban, Piemont régióban, Novara megyében. Lakosainak száma 1322 fő (2023. január 1.). Biandrate Casalino, Recetto, San Nazzaro Sesia, San Pietro Mosezzo, Vicolungo és Casalbeltrame községekkel határos.

## Népesség
A település népességének változása:
| Lakosok száma | 1308 | 1298 | 1322 |
|               | 2017 | 2018 | 2023 |